# Glyphipterix bergstraesserella
Glyphipterix bergstraesserella is een vlinder uit de familie parelmotten (Glyphipterigidae). De wetenschappelijke naam is voor het eerst geldig gepubliceerd in 1781 door Fabricius.
De soort komt voor in Europa.